# Senatores boni viri, senatus mala bestia
Senatores boni viri, senatus mala bestia è una locuzione latina, che può essere tradotta "I senatori sono dei bravi uomini, il Senato è una bestia cattiva".
Attribuita a Marco Tullio Cicerone senza riferimenti certi, si trova anche nella forma Senatores boni viri, senatus autem mala bestia.
La locuzione indica che, per quanto si possa essere animati da buone intenzioni e per quanto si possa essere in possesso di grandi virtù, quelle e queste risultano essere vanificate nelle votazioni assembleari (tipiche di collegi come il Senato), in cui prevalgono, per forza di cose, i vizi ed i pregiudizi di ciascun votante e perdono rilievo i meriti e le virtù personali.